# Frank Chadwick
Frank Chadwick es un diseñador de juegos de guerra y juegos de rol, reconocido por ser uno de los cofundadores de la empresa Game Designers' Workshop (GDW). Nacido en Estados Unidos, Chadwick es ampliamente conocido por su prolífica carrera en el diseño de juegos de simulación y estrategia. A lo largo de su carrera, ha diseñado algunos de los juegos más influyentes en el ámbito de los juegos de guerra y ciencia ficción, como En Garde! , space: 1889 y Twilight 2000, y las series de juegos de guerra Europa y The Third World War, además de crear Traveller con Marc Miller.

### Principios
Chadwick formó el ISU Game Club en la Universidad Estatal de Illinois con Rich Banner. El club se centró en los juegos de guerra, pero los estudiantes también comenzaron a diseñar juegos como una actividad divertida y pudieron convencer a la universidad para que financiara un nuevo programa llamado SIMRAD ("Investigación y diseño de simulación"), con la intención de ayudar a los instructores a producir especificaciones para juegos de simulación. : 53 Utilizaron la financiación del club para diseñar juegos de guerra. También formaron una pequeña organización de juegos educativos en respuesta a un proyecto de la universidad para incorporar nuevas ideas al sistema. Después de no poder ganar este proyecto, Chadwick y Banner, junto con los recién llegados Marc Miller y Loren Wiseman, continuaron trabajando juntos y formaron Game Designers' Workshop. : 53 Cuando ISU dejó de financiar SIMRAD después de 18 meses, Miller, Chadwick y Banner fundaron Game Designers' Workshop el 22 de junio de 1973 como una salida comercial para sus creaciones, estableciendo inicialmente la sede de la empresa en el apartamento de Chadwick y Miller.

### Game Designers' Workshop (GDW)
El Game Designers' Workshop (GDW) fue una empresa estadounidense dedicada al diseño y publicación de juegos de guerra, simulación y juegos de rol. Fundada en 1973 por Frank Chadwick, Rich Banner, Marc Miller y Loren Wiseman, GDW se convirtió en una de las editoriales más influyentes en la industria de los juegos durante las décadas de 1970 y 1980.
GDW se destacó por la producción de una amplia variedad de juegos que abarcaban tanto los juegos de guerra históricos como los juegos de rol y ciencia ficción.
El Game Designers' Workshop existió desde 1973 hasta 1996.. Allí diseñó varios juegos conocidos y premiados, incluido En Garde! (primeros juegos de rol de capa y espada) en 1975, Space: 1889 en 1989 (que se desarrollaba en un entorno steampunk antes de que se acuñara el término), y Crepúsculo 2000 en 1984. Chadwick y Miller diseñaron Traveller.
Game Designers' Workshop también publicó el Gulf War Fact Book, un libro que escribió sobre las capacidades militares de Estados Unidos e Irak en la época de la Guerra del Golfo. El libro estuvo en The New York Times Best Seller list y provocó que Chadwick apareciera en varios programas de noticias. Tras el cierre de Game Designers' Workshop, Chadwick obtuvo los derechos de  space: 1889.

### Después del Game Designers' Workshop (GDW)
Chadwick ha escrito blogs sobre historia y cuestiones militares en Greathistory.com.

## Premios y reconocimientos

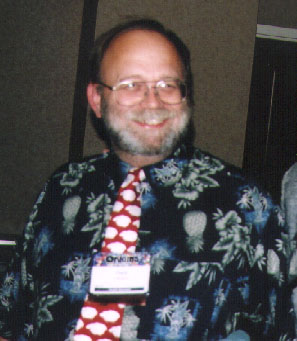
Chadwick en la convención de juegos Origins de 2005

Chadwick ha sido galardonado en múltiples ocasiones con el prestigioso Origins Award, otorgado por la Academy of Adventure Gaming Arts and Design. Este premio reconoce la excelencia en el diseño y publicación de juegos de mesa, de rol y simulación. 
A lo largo de las décadas de 1980 y 1990, varios de los juegos de guerra y simulación diseñados por Chadwick, como los de la serie Europa y Twilight: 2000, recibieron premios o nominaciones en los Origins Awards.Traveller fue incluido en el "Hall of Fame" de los Origins Awards en 1996.
Varios de los juegos de guerra diseñados por Chadwick han recibido el galardón de Mejor Juego de Guerra, destacando su innovación y calidad en el género.
Su papel como presidente de la Game Manufacturers Association (GAMA ) también fue un reconocimiento a su influencia en la industria. GAMA es una organización que representa a editores, distribuidores y diseñadores de juegos, y Chadwick fue clave en su consolidación y éxito.
A lo largo de su carrera, Chadwick ha sido valorado no solo por sus diseños, sino también por su capacidad para influir en la evolución del sector de juegos de simulación y rol.

## Obras
A continuación se muestran algunas de las obras más destacadas de Chadwick.

### Créditos de diseño
- 1973: Drang Nach Osten! (Europa), juego de guerra, con Rich Banner

- 1975: En Garde!, juego de rol, con Darryl Hany
- 1975: 1815: The Waterloo Campaign, juego de guerra, con John Astell
- 1977: Imperium, juego de guerra, con John Harshman y Marc W. Miller
- 1977: Traveller, juego de rol, con Marc W. Miller, John Harshman, Loren K. Wiseman y muchos otros
- 1980: Tacforce, juego de guerra de miniaturas, con Marc W. Miller, ganador del premio CSR
- 1980: Azhanti High Lightning, juego de mesa vinculado a Traveller RPG, con Marc Miller
- 1981: A House Divided, juego de guerra, dos veces ganador del premio CSR
- 1981: Striker (Traveller), juego de guerra de miniaturas
- 1983: Assault, juego de guerra
- 1984: The Third World War, juego de guerra
- 1984: Fire in the East (Europa), juego de guerra, con John Astell y Rich Banner
- 1984: Twilight: 2000, juego de rol, con John Astell, John Harshman, Loren K. Wiseman
- 1988: Space: 1889, juego de rol, con Marc W. Miller y otros
- 1988,1992,1997: Command Decision, juego de guerra de miniaturas
- 1994: Volley and Bayonet, juego de guerra de miniaturas
- 2006: Command Decision: Test of Battle, juego de guerra de miniaturas, con Glenn Kidd

### Ficción

#### Serie Space: 1889 & Beyond
- 2012: A Prince of Mars, Untreed Reads Publishing, B007CQDAPM, novela corta y quinto libro de la serie Space: 1889 & Beyond.
- 2012: Dark Side of Luna, Untreed Reads Publishing, B007WUK8MQ, novela y sexto libro de la serie Space: 1889 & Beyond, coescrito con JT Wilson.
- 2012: Conspiracy of Silence, Untreed Reads Publishing, ASIN B008XQT0TU, novela y séptimo libro de la serie Space: 1889 & Beyond, coescrito con Andy Frankham-Allen.
- 2014: The Forever Engine, Baen Books, ISBN 978-1-62579-221-1, novela de viajes en el tiempo ambientada en un universo divergente de Space: 1889 (sirve como una especie de precuela de Space: 1889 & Beyond, y comparte algunos de los mismos personajes que Conspiracy of Silence).

#### Serie Cottohazz
- (2013) How Dark the World Becomes, Baen Books, ISBN 978-1-4516-3870-7, novela de ciencia ficción policial
- (2015) Come the Revolution, Baen Books, ISBN 978-1476780955, secuela de ciencia ficción de How Dark the World Becomes
- (2017) Chain of Command. Baen Books, ISBN 9781481482974, ciencia ficción, ambientada en el mismo universo que How Dark the World Becomes y Come the Revolution, pero con nuevos personajes.
- (2020) Ship of Destiny, Baen Books, ISBN 978-1982124434, secuela de Chain of Command